# JID

JID in New York (2019)

JID (* 31. Oktober 1990 in Atlanta, Georgia; eigentlich Destin Choice Route), auch J.I.D geschrieben, ist ein US-amerikanischer Rapper.

## Biografie
Destin Route alias JID wuchs in Atlanta auf. Er war auch ein guter Footballspieler und spielte für das Team der Hampton University, entschied sich aber nach der Schule für die Musik. Im Elternhaus waren Funk und Soul die prägende Musik, er wandte sich dem Rap und dem Hip-Hop zu. Ab 2010 veröffentlichte er seine ersten Mixtapes und schloss sich mit der Earthgang, 6lack und anderen lokalen Rappern zum Kollektiv Spillage Village zusammen. Mitte der 2010er veröffentlichten sie drei gemeinsame Alben.
2016 nahmen sie einen Song gemeinsam mit J. Cole auf, der danach JID als Solokünstler bei seinem Label Dreamville unter Vertrag nahm. Mit seinem Solo-Debütalbum The Never Story schaffte er es ein Jahr später auf Platz 197 der US-Albumcharts. 2018 kam er mit dem Nachfolger DiCaprio 2 bereits auf Platz 41 der Billboard 200. Als Gastrapper waren neben 6lack unter anderem ASAP Ferg und Method Man beteiligt.
Zusätzlichen Auftrieb bekam seine Karriere durch die Beteiligung am Label-Sampler Revenge of the Dreamers III, das im Jahr darauf Platz 1 erreichte und mit Platin ausgezeichnet wurde. Seine Beteiligung an den Songs Down Bad und Costa Rica brachte ihm außerdem zwei Platzierungen in den Singlecharts und zwei Platinnorminierungen ein. Das Album und der Song Down Bad waren außerdem für je eine Auszeichnung bei den Grammy Awards 2020 nominiert. 2020 veröffentlichten Spillage Village ihr viertes gemeinsames Album Spilligion und schafften als Kollektiv erstmals den Einzug in die Charts.
Ende 2021 nahmen Imagine Dragons für die Animationsserie Arcane, die eine Vorgeschichte des Computerspiels League of Legends erzählt, den Titelsong Enemy auf. JID übernahm den Rappart und hatte dank des Liederfolgs seine ersten internationalen Chartplatzierungen.

## Diskografie

### Soloalben
| Jahr | Titel              | Höchstplatzierung, Gesamtwochen, AuszeichnungChartplatzierungen (Jahr, Titel, Platzierungen, Wochen, Auszeichnungen, Anmerkungen) | Höchstplatzierung, Gesamtwochen, AuszeichnungChartplatzierungen (Jahr, Titel, Platzierungen, Wochen, Auszeichnungen, Anmerkungen) | Höchstplatzierung, Gesamtwochen, AuszeichnungChartplatzierungen (Jahr, Titel, Platzierungen, Wochen, Auszeichnungen, Anmerkungen) | Anmerkungen                             |
| Jahr | Titel              | CH | UK | US | Anmerkungen                             |
| ---- | ------------------ | --- | --- | --- | --------------------------------------- |
| 2017 | The Never Story    | — | — | US197 (1 Wo.)US | Erstveröffentlichung: 10. März 2017     |
| 2018 | DiCaprio 2         | — | — | US41 (3 Wo.)US | Erstveröffentlichung: 26. November 2018 |
| 2022 | The Forever Story  | CH69 (1 Wo.)CH | UK74 (1 Wo.)UK | US12 Gold · (11 Wo.)US | Erstveröffentlichung: 26. August 2022   |
| 2025 | God Does Like Ugly | CH33 (… Wo.)CH | UK69 (… Wo.)UK | US11 (… Wo.)US | Erstveröffentlichung: 8. August 2025    |

Mixtapes / EPs
- Cakewalk (Mixtape, 2010)
- Cakewalk 2 (Mixtape, 2011)
- Route of Evil (Mixtape, 2012)
- Para tu (Mixtape, 2013)
- Lucky Buddha (mit Money Makin’ Nique, EP, 2014)
- DiCaprio (EP, 2015)

### Kollaboalben
| Jahr | Titel Interpreten                                     | Höchstplatzierung, Gesamtwochen, AuszeichnungChartsChartplatzierungen (Jahr, Titel, Interpreten, Platzierungen, Wochen, Auszeichnungen, Anmerkungen) | Anmerkungen                              |
| Jahr | Titel Interpreten                                     | US | Anmerkungen                              |
| ---- | ----------------------------------------------------- | --- | ---------------------------------------- |
| 2019 | Revenge of the Dreamers III Dreamville                | US1 Platin · (97 Wo.)US | Erstveröffentlichung: 5. Juli 2019       |
| 2020 | Spilligion Spillage Village featuring JID & Earthgang | US141 (… Wo.)US | Erstveröffentlichung: 25. September 2020 |

Weitere Kollaboalben
- Bears Like This (mit Spillage Village, 2014)
- Bears Like This Too (mit Spillage Village, 2015)
- Bears Like This Too Much (mit Spillage Village, 2016)

### Singles
| Jahr | Titel Interpreten                                     | Höchstplatzierung, Gesamtwochen, AuszeichnungChartplatzierungen (Jahr, Titel, Interpreten, Platzierungen, Wochen, Auszeichnungen, Anmerkungen) | Höchstplatzierung, Gesamtwochen, AuszeichnungChartplatzierungen (Jahr, Titel, Interpreten, Platzierungen, Wochen, Auszeichnungen, Anmerkungen) | Höchstplatzierung, Gesamtwochen, AuszeichnungChartplatzierungen (Jahr, Titel, Interpreten, Platzierungen, Wochen, Auszeichnungen, Anmerkungen) | Höchstplatzierung, Gesamtwochen, AuszeichnungChartplatzierungen (Jahr, Titel, Interpreten, Platzierungen, Wochen, Auszeichnungen, Anmerkungen) | Höchstplatzierung, Gesamtwochen, AuszeichnungChartplatzierungen (Jahr, Titel, Interpreten, Platzierungen, Wochen, Auszeichnungen, Anmerkungen) | Anmerkungen                                                                                              |
| Jahr | Titel Interpreten                                     | DE | AT | CH | UK | US | Anmerkungen                                                                                              |
| --- | ----------------------------------------------------- | --- | --- | --- | --- | --- | --- |
| 2022 | Surround Sound JID featuring 21 Savage & Baby Tate    | DE66 (6 Wo.)DE | AT65 (1 Wo.)AT | CH60 (8 Wo.)CH | UK35 Silber · (11 Wo.)UK | US40 ×3Dreifachplatin · (20 Wo.)US | Erstveröffentlichung: 14. Januar 2022 Höchstplatzierung US und Charteintritt außerhalb US erst Ende 2023 |
| 2022 | Stick JID & J. Cole featuring Kenny Mason & Sheck Wes | — | — | — | — | US71 (1 Wo.)US | Erstveröffentlichung: 1. April 2022                                                                      |
| 2025 | Bodies Offset & JID                                   | — | — | — | — | US72 (2 Wo.)US | Erstveröffentlichung: 20. Juni 2025                                                                      |
| Folgende Lieder erschienen nicht als Single, wurden aber durch das Album zum Download und Streaming bereitgestellt und konnten somit eine Platzierung erlangen: |                                                       | | | | | | |
| |                                                       | | | | | | |
| 2023 | Danger (Spider) JID & Offset                          | — | — | — | — | US95 (1 Wo.)US | Charteinstieg: 17. Juni 2023 Soundtrack zum Film Spider-Man: Across the Spider-Verse                     |

Weitere Singles
- Underwear (2015)
- Never (2017; US: Gold)
- Hasta luego (2017)
- 151 Rum (2018; US: Platin)
- Off Deez (mit J. Cole, 2018; US: Platin)
- Ballads (feat. Conway the Machine, 2021)
- Cludder (2021)
- Skegee (2021)
- Animals (Pt.1) (feat. Eminem, 2025)

Gastbeiträge

| Jahr | Titel Interpreten | Höchstplatzierung, Gesamtwochen, AuszeichnungChartplatzierungen (Jahr, Titel, Interpreten, Platzierungen, Wochen, Auszeichnungen, Anmerkungen) | Höchstplatzierung, Gesamtwochen, AuszeichnungChartplatzierungen (Jahr, Titel, Interpreten, Platzierungen, Wochen, Auszeichnungen, Anmerkungen) | Höchstplatzierung, Gesamtwochen, AuszeichnungChartplatzierungen (Jahr, Titel, Interpreten, Platzierungen, Wochen, Auszeichnungen, Anmerkungen) | Höchstplatzierung, Gesamtwochen, AuszeichnungChartplatzierungen (Jahr, Titel, Interpreten, Platzierungen, Wochen, Auszeichnungen, Anmerkungen) | Höchstplatzierung, Gesamtwochen, AuszeichnungChartplatzierungen (Jahr, Titel, Interpreten, Platzierungen, Wochen, Auszeichnungen, Anmerkungen) | Anmerkungen                                             |
| Jahr | Titel Interpreten | DE | AT | CH | UK | US | Anmerkungen                                             |
| --- | --- | --- | --- | --- | --- | --- | ------------------------------------------------------- |
| 2019 | Down Bad Dreamville featuring JID, Bas, J. Cole, Earthgang & Young Nudy                                                        | — | — | — | — | US64 Platin · (2 Wo.)US | Erstveröffentlichung: 12. Juni 2019                     |
| 2021 | Enemy Imagine Dragons featuring JID                                                                                            | DE4 Platin · (49 Wo.)DE | AT3 Platin · (43 Wo.)AT | CH6 (53 Wo.)CH | UK17 Platin · (25 Wo.)UK | US5 ×4Vierfachplatin · (36 Wo.)US | Titelmusik der Netflix-Serie Arcane (League of Legends) |
| Folgende Lieder erschienen nicht als Single, wurden aber durch das Album zum Download und Streaming bereitgestellt und konnten somit eine Platzierung erlangen: | | | | | | |                                                         |
| | | | | | | |                                                         |
| 2019 | Costa Rica Dreamville featuring Bas, J.I.D, Guapdad 4000, Reese Laflare, Jace, Mez, Smokepurpp, Buddy & Ski Mask the Slump God | — | — | — | — | US75 Platin · (1 Wo.)US |                                                         |
| 2024 | Fuel Eminem feat. JID | — | — | — | UK78 (3 Wo.)UK | US21 (3 Wo.)US | Charteinstieg: 27. Juli 2024                            |

## Auszeichnungen für Musikverkäufe
| Goldene Schallplatte - Australien - 2024: für die Single 151 Rum - 2024: für die Single Never - 2024: für die Single Off Deez - Brasilien - 2025: für das Lied Fuel - Chile - 2022: für die Single Enemy - Griechenland - 2024: für die Single Surround Sound - Kanada - 2022: für die Single Enemy - 2023: für die Single Off Deez - Neuseeland - 2024: für das Album The Forever Story - Vereinigte Staaten - 2024: für das Lied Dance Now Platin-Schallplatte - Australien - 2024: für die Single Surround Sound - Belgien - 2023: für die Single Enemy - Brasilien - 2024: für die Single Surround Sound - Dänemark - 2023: für die Single Enemy - Finnland - 2022: für die Single Enemy - Griechenland - 2022: für die Single Enemy - Kanada - 2023: für die Single Surround Sound - 2023: für die Single 151 Rum - Neuseeland - 2021: für die Single Enemy - 2023: für die Single Surround Sound - Polen - 2024: für die Single Surround Sound | 2× Platin-Schallplatte - Australien - 2022: für die Single Enemy - Italien - 2023: für die Single Enemy 3× Platin-Schallplatte - Mexiko - 2023: für die Single Enemy - Portugal - 2022: für die Single Enemy - Spanien - 2025: für die Single Enemy - Zentralamerika - 2025: für die Single Enemy Diamantene Schallplatte - Frankreich - 2022: für die Single Enemy - Polen - 2024: für die Single Enemy 3× Diamantene Schallplatte - Brasilien - 2024: für die Single Enemy - Mexiko - 2023: für die Single Enemy |

Anmerkung: Auszeichnungen in Ländern aus den Charttabellen bzw. Chartboxen sind in ebendiesen zu finden.
| Land/RegionAuszeichnungen für Musikverkäufe (Land/Region, Auszeichnungen, Verkäufe, Quellen) | Silber  | Gold       | Platin       | Diamant     | Verkäufe   | Quellen                       |
| -------------------------------------------------------------------------------------------- | ------- | ---------- | ------------ | ----------- | ---------- | ----------------------------- |
| Australien (ARIA)                                                                            | —       | 3× Gold3   | 3× Platin3   | —           | 315.000    | aria.com.au                   |
| Belgien (BRMA)                                                                               | —       | —          | Platin1      | —           | 40.000     | ultratop.be                   |
| Brasilien (PMB)                                                                              | —       | Gold1      | Platin1      | 3× Diamant3 | 540.000    | pro-musicabr.org.br           |
| Chile (IFPI)                                                                                 | —       | Gold1      | —            | —           | 90.000     | profovi.cl                    |
| Dänemark (IFPI)                                                                              | —       | —          | Platin1      | —           | 90.000     | ifpi.dk                       |
| Deutschland (BVMI)                                                                           | —       | —          | Platin1      | —           | 400.000    | musikindustrie.de             |
| Finnland (IFPI)                                                                              | —       | —          | Platin1      | —           | 40.000     | Einzelnachweise               |
| Frankreich (SNEP)                                                                            | —       | —          | —            | Diamant1    | 333.333    | snepmusique.com               |
| Griechenland (IFPI)                                                                          | —       | Gold1      | Platin1      | —           | 30.000     | Einzelnachweise               |
| Italien (FIMI)                                                                               | —       | —          | 2× Platin2   | —           | 200.000    | fimi.it                       |
| Kanada (MC)                                                                                  | —       | 2× Gold2   | 2× Platin2   | —           | 240.000    | musiccanada.com               |
| Mexiko (AMPROFON)                                                                            | —       | —          | 3× Platin3   | 3× Diamant3 | 2.210.000  | amprofon.com.mx               |
| Neuseeland (RMNZ)                                                                            | —       | Gold1      | 2× Platin2   | —           | 67.500     | aotearoamusiccharts.co.nz NZ2 |
| Österreich (IFPI)                                                                            | —       | —          | Platin1      | —           | 30.000     | ifpi.at                       |
| Polen (ZPAV)                                                                                 | —       | —          | Platin1      | Diamant1    | 300.000    | olis.pl                       |
| Portugal (AFP)                                                                               | —       | —          | 3× Platin3   | —           | 30.000     | Einzelnachweise               |
| Spanien (Promusicae)                                                                         | —       | —          | 3× Platin3   | —           | 180.000    | elportaldemusica.es           |
| Vereinigte Staaten (RIAA)                                                                    | —       | 3× Gold3   | 12× Platin12 | —           | 13.500.000 | riaa.com                      |
| Vereinigtes Königreich (BPI)                                                                 | Silber1 | —          | Platin1      | —           | 800.000    | bpi.co.uk                     |
| Zentralamerika (CFC)                                                                         | —       | —          | 3× Platin3   | —           | 210.000    | cfc-musica.com                |
| Insgesamt                                                                                    | Silber1 | 12× Gold12 | 42× Platin42 | 8× Diamant8 |            |                               |